# Avenue Daumesnil (Paris)
Die Avenue Daumesnil ist eine Straße im 12. Arrondissement von Paris und Saint-Mandé in Frankreich.

## Lage
Die Avenue führt durch das gesamte 12. Arrondissement. Sie beginnt in der Rue de Lyon, in der Nähe der Place de la Bastille und führt über eine Strecke von 3,4 km ostwärts nach Saint-Mandé und zum Bois de Vincennes. Anschließend geht es mehr als 3,3 km weiter am nördlichen Waldrand entlang (der teilweise die südliche Grenze von Saint-Mandé bildet) bis zum Schloss Vincennes.
Mit einer Gesamtlänge von 6.270 m ist sie die längste Straße in Paris, wenn man den Abschnitt im Gebiet von Saint-Mandé mit einbezieht und die Schnellstraßen Boulevard périphérique und Voie Georges-Pompidou ausnimmt. Wenn man sich allerdings nur auf die Pariser Stadtinnere (Intra muros!), so ist die Rue de Vaugirard mit 4.360 m die längste „Normalstraße“.

## Namensursprung
Der Name der Straße ist eine Hommage an Baron Pierre Daumesnil (1776–1832), General des Kaiserreichs. Er hat das Schloss Vincennes in den Jahren 1814 und 1815 verteidigt, zu der die Straße führt.

## Geschichte

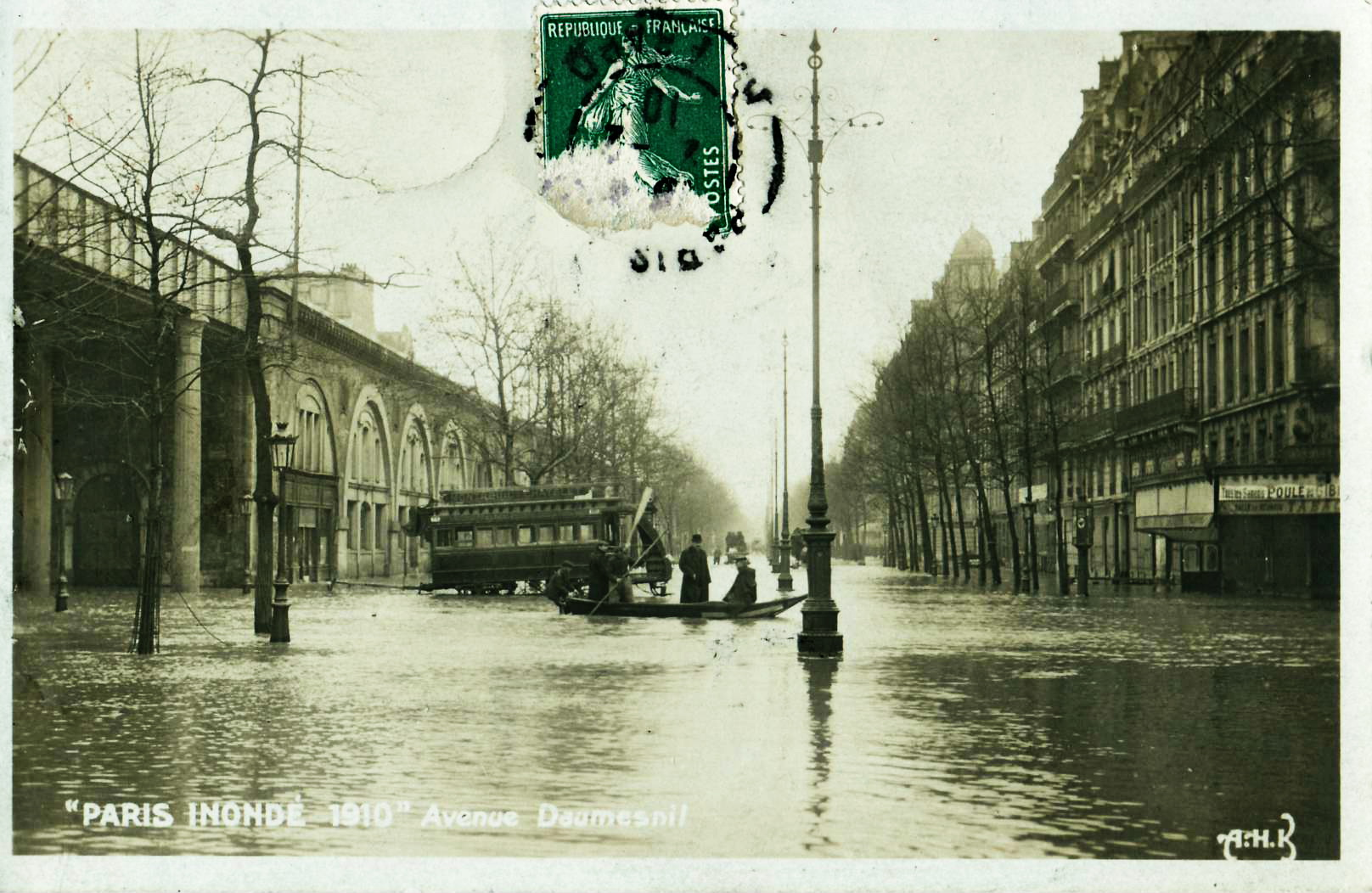
Die überschwemmte Avenue 1910

Im Zuge der Umgestaltung von Paris unter dem Zweiten Kaiserreich wurde am 16. April 1859 die Avenue „de Vincennes“ zwischen der Place de la Bastille und der ehemaligen Barriere von Reuilly (an der Stelle der heutigen Place Félix Éboué) angelegt. Von der Rue de Lyon (die ursprünglich in die Avenue einbezogen werden sollte) bis zur Rue de Charenton verläuft sie entlang der 1859 eröffneten Bahnstrecke Paris-Bastille – Marles-en-Brie (Viaduc des Arts). Es führt zum Verschwinden eines kleinen Teils der Rue des Terres-Fortes (heutige Rue Lacué) und nimmt die gesamte Rue Beccaria nördlich des Gefängnisses von Mazas ein.
Im Jahr 1862 wurde die Verlängerung der Avenue zwischen der ehemaligen Barriere von Reuilly und der Porte de Picpus (heute Porte Dorée, an der Stelle des Place Éduard Renard) für „im öffentlichen Interesse liegend“ erklärt. Diese Avenue führt bis zum Eingang des Bois de Vincennes über die Route eines alten Weges namens „du Marais“ (oder „des Passe-Putains“), der vor der Erweiterung von Paris die Grenze zwischen den Gemeinden Bercy und Saint-Mandé markierte laut dem Gesetz vom 16. Juni 1859. Die Avenue führt bis zur Schlosspromenade über einen geschwungenen Weg, der 1857 anlässlich der Sanierung des Bois de Vincennes durch Adolphe Alphand und Jean-Pierre Barillet-Deschamps angelegt wurde. Im letzten Abschnitt folgt sie der Trasse der Allée de Saint-Mandé, die die Esplanade mit der Porte de Saint-Mandé verband (ungefähr an der Kreuzung der Avenue Sainte-Marie und der Rue Jeanne-d’Arc à Saint-Mandé gelegen), was bereits 1730 auf dem Plan de Roussel zu sehen ist.
Die Avenue erhielt 1864 ihren heutigen Namen.
Im Jahr 1929 wurde der Bois de Vincennes offiziell von Paris übernommen. Der Teil der Avenueinnerhalb des Waldes ist somit in das Pariser Straßennetz eingebunden. Im Jahr 1935 wurde der Platz, der zwischen den Boulevards Soult und Poniatowski sowie den Armand Rousseau und du Général Laperrine im Rahmen der Entwicklung der Porte Dorée für die Kolonialausstellung 1931 angelegt wurde, in Place Édouard Renard umbenannt.

## Sehenswürdigkeiten
Der Viaduc des Art beginnt am Opernhaus Bastille (genauer gesagt Rue de Lyon) und führt bis zur Rue Montgallet. Dieses Viadukt entsprach unter dem Namen „Viaduc Daumesnil“ früher der Eisenbahnlinie vom Bahnhof Bastille (heute durch das gleichnamige Opernhaus ersetzt) nach Boissy-Saint-Léger (heute mit der RER-Linie A erreichbar). Die Bögen des Viadukts waren früher Wohltätigkeitsvereinen vorbehalten (in den Bögen der Fassaden befanden sich Garagen-Schreinerwerkstätten, viele Handwerker verschwanden, als Chirac, Bürgermeister von Paris, den Grünen Korridor schuf), doch während der Renovierung im Jahr 1988 durch den Architekten Patrick Berger sind sie heute Berufen der angewandten Kunst sowie einigen Gewerbebetrieben vorbehalten. Auf dem Viadukt verläuft ein Teil der Promenade Coulée verte René-Dumont. Der Weg überquert die Avenue Ledru Rollin über eine alte Eisenbahnbrücke.

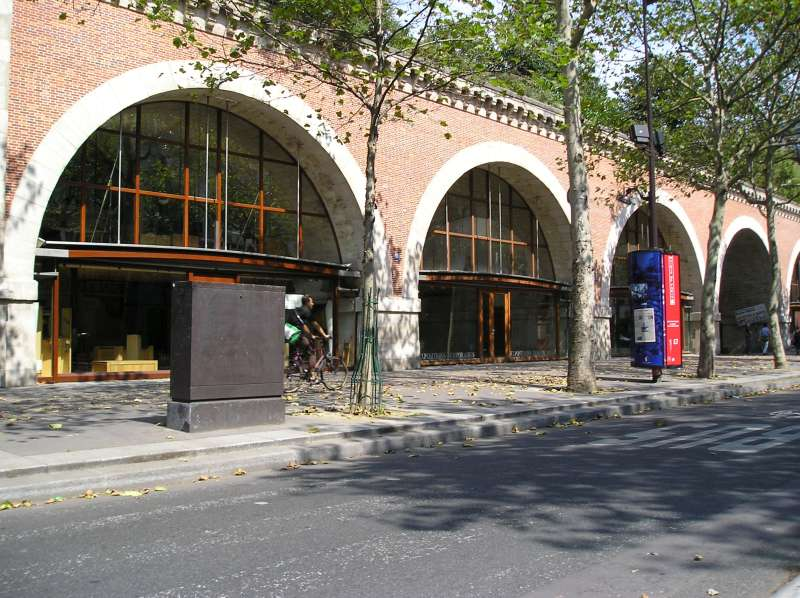
Die Bögen des Viaduc des Arts
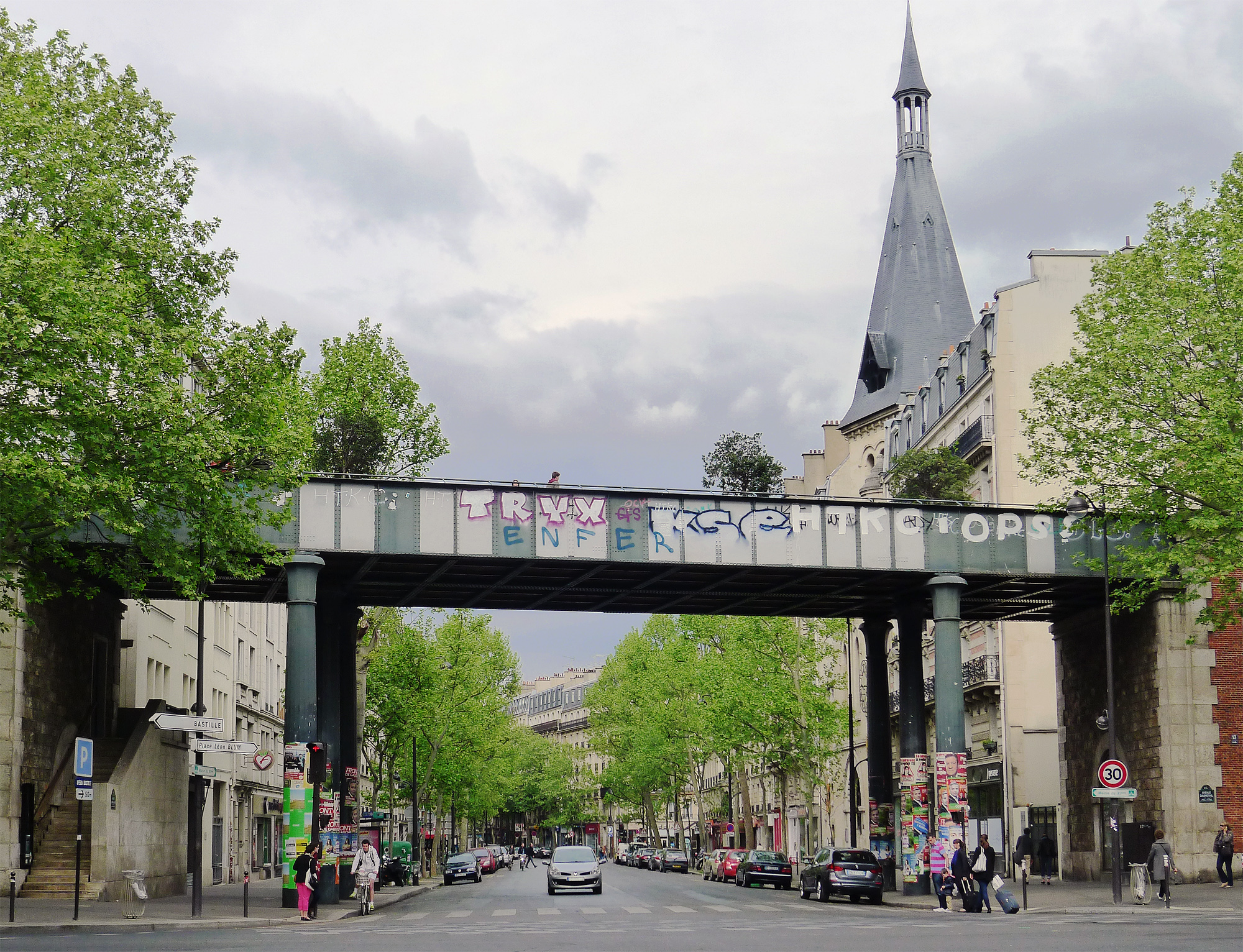
Eisenbahnbrücke an der Avenue Ledru Rollin

Die gegenüberliegende Seite des Viadukts stehen einige Gebäude im Haussmann-Stil.

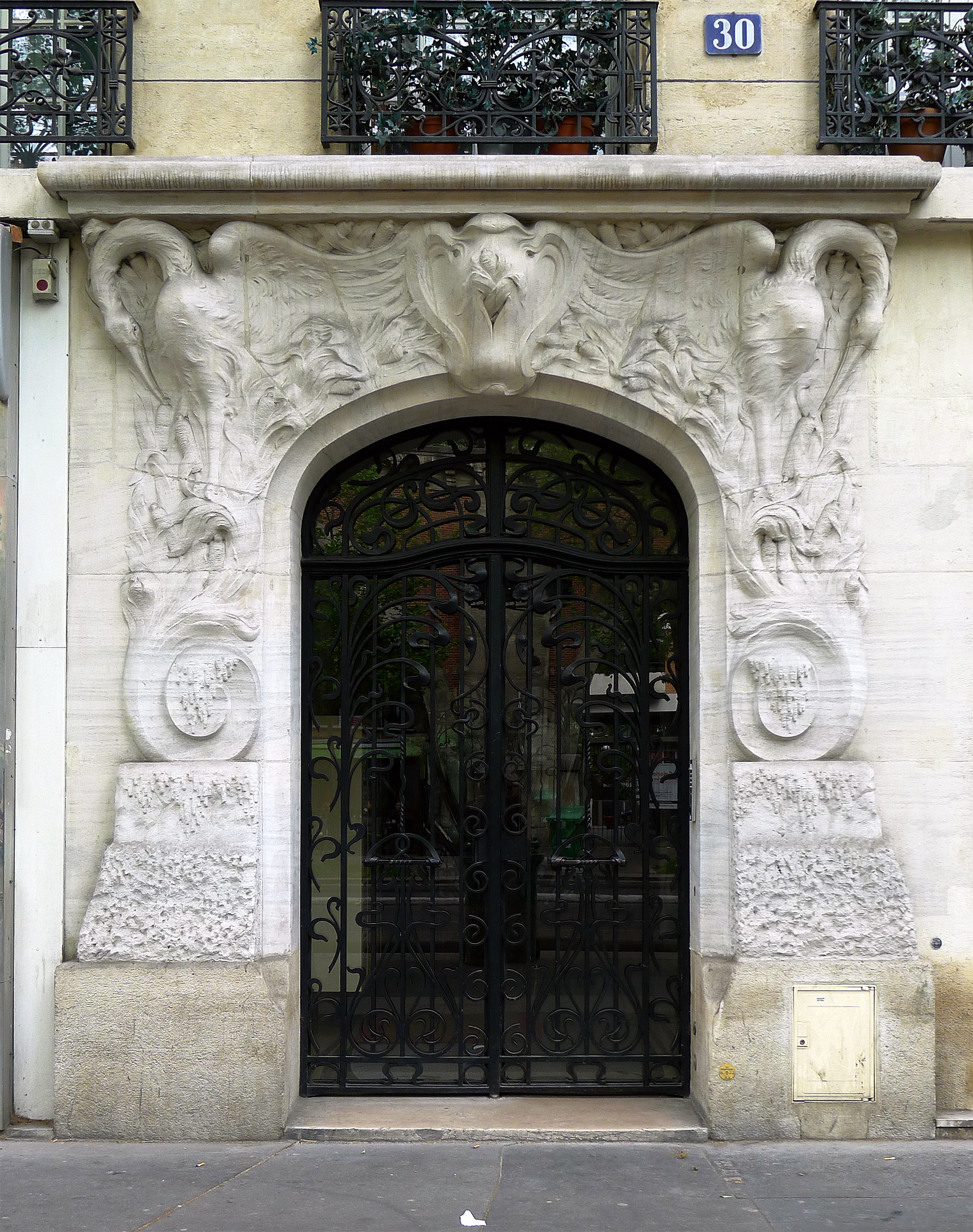
Nr. 30: Eingang im Jugendstil
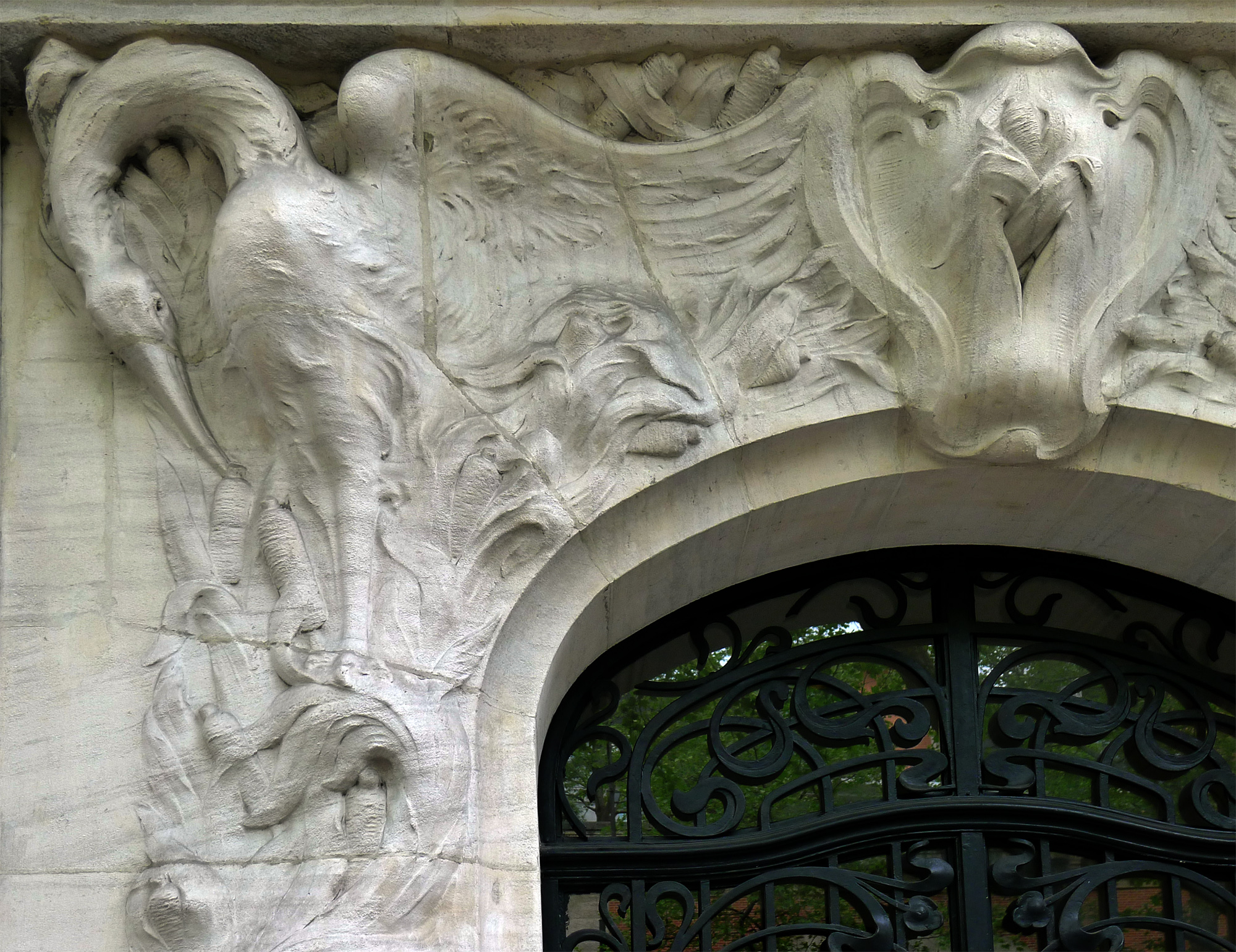
Nr. 30: Ausschnitt
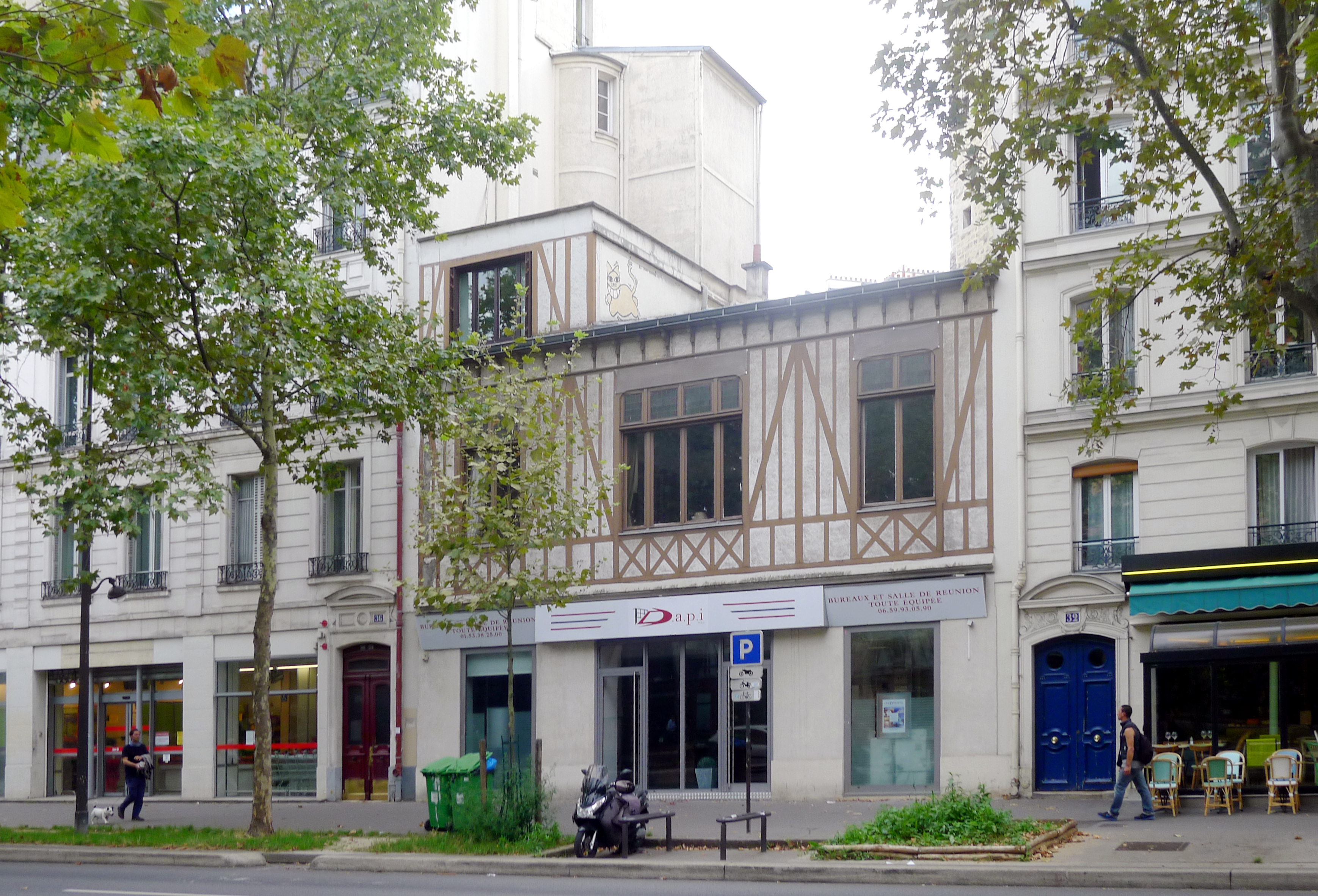
Nr. 34: Fachwerkhaus
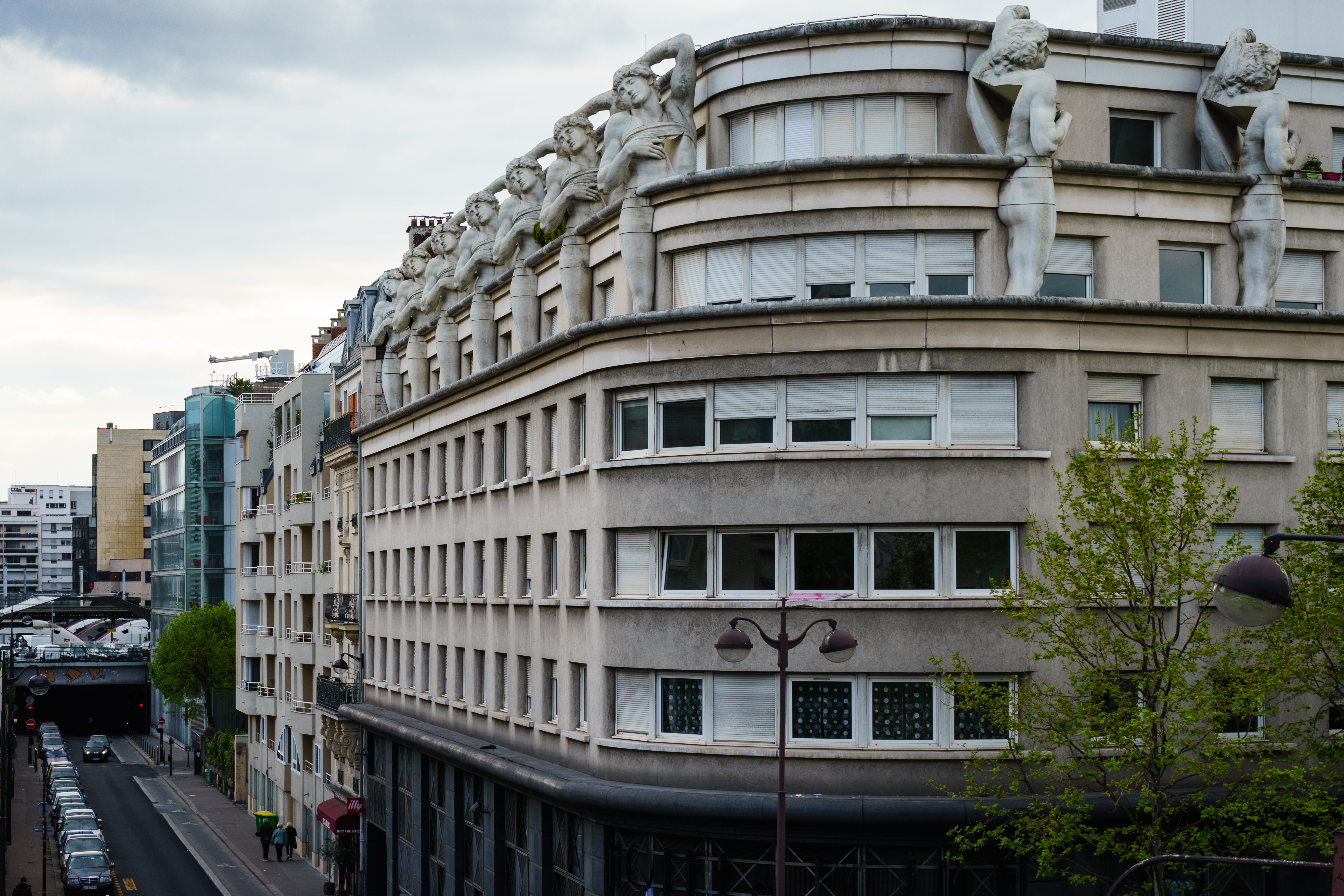
Nr. 80: Commissariat central d'arrondissement (1991) von Manuel Núñez Yanowsky und Miriam Teitelbaum

Im weiteren Verlauf führt die Avenue am Rathaus des 12. Arrondissement entlang zwischen Nr. 130–132 und dem Square Eugène Thomas und weiter zur Porte Dorée.

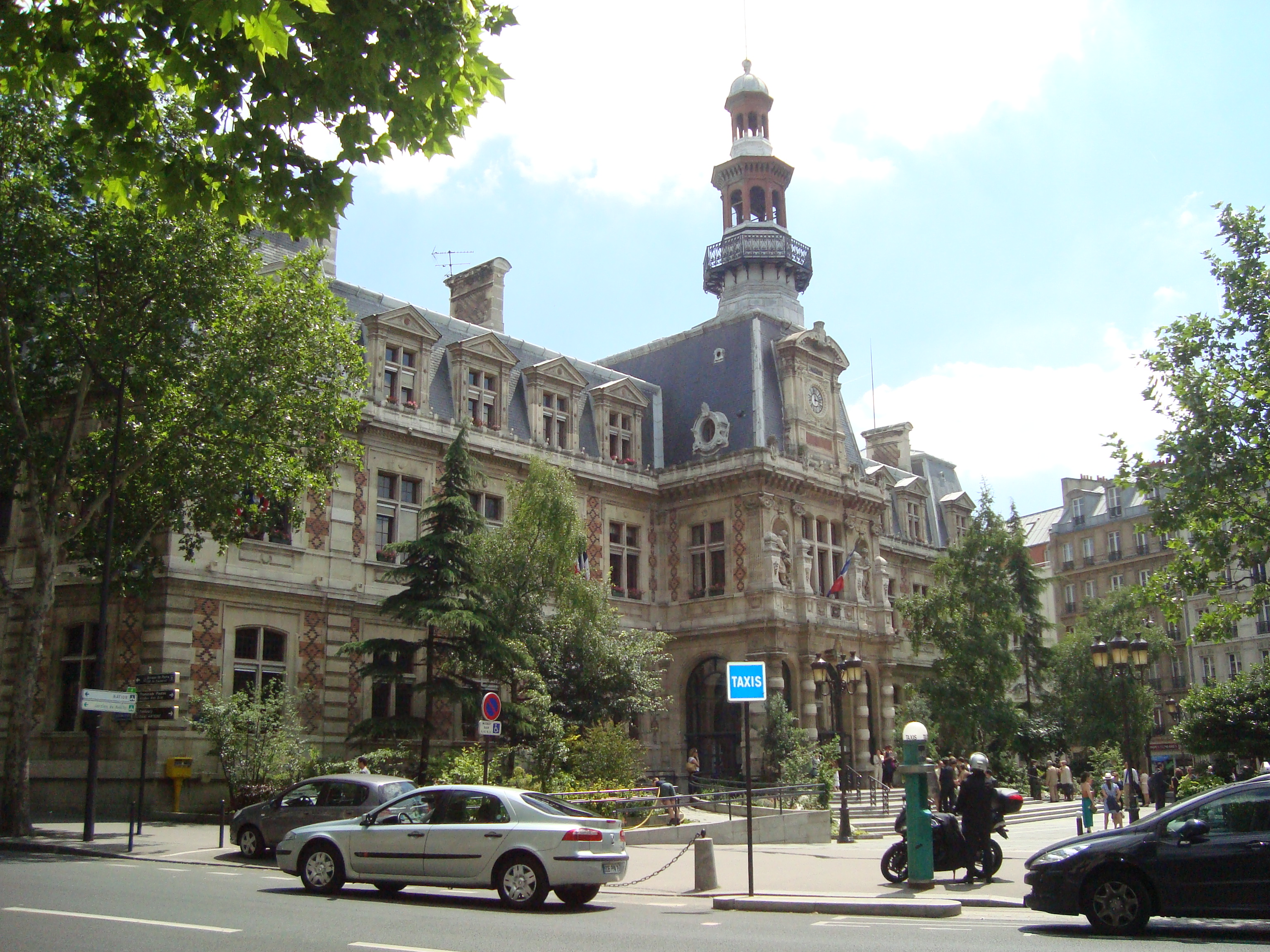
Rathaus des 12. Arrondissement
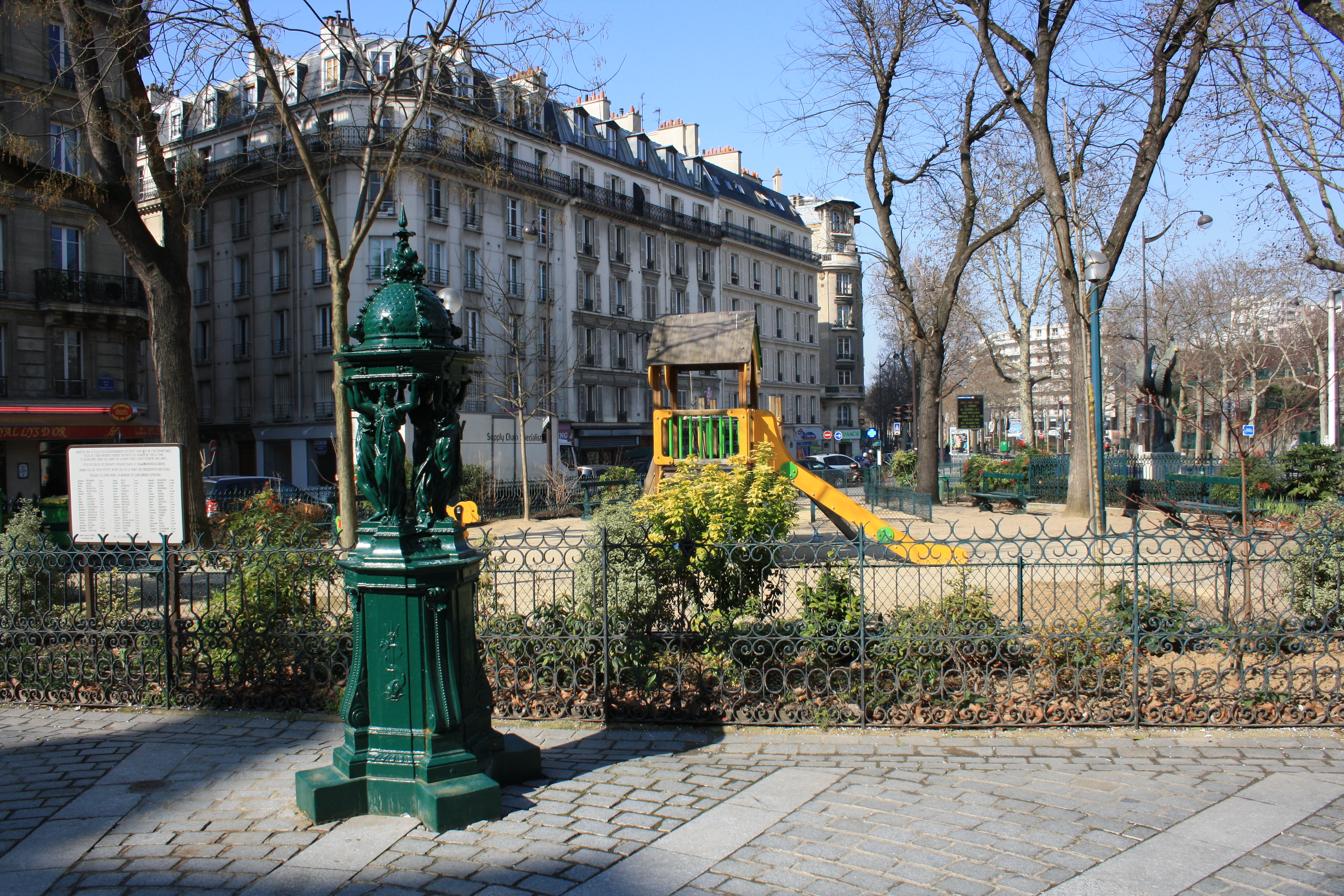
Square Eugène Thomas.
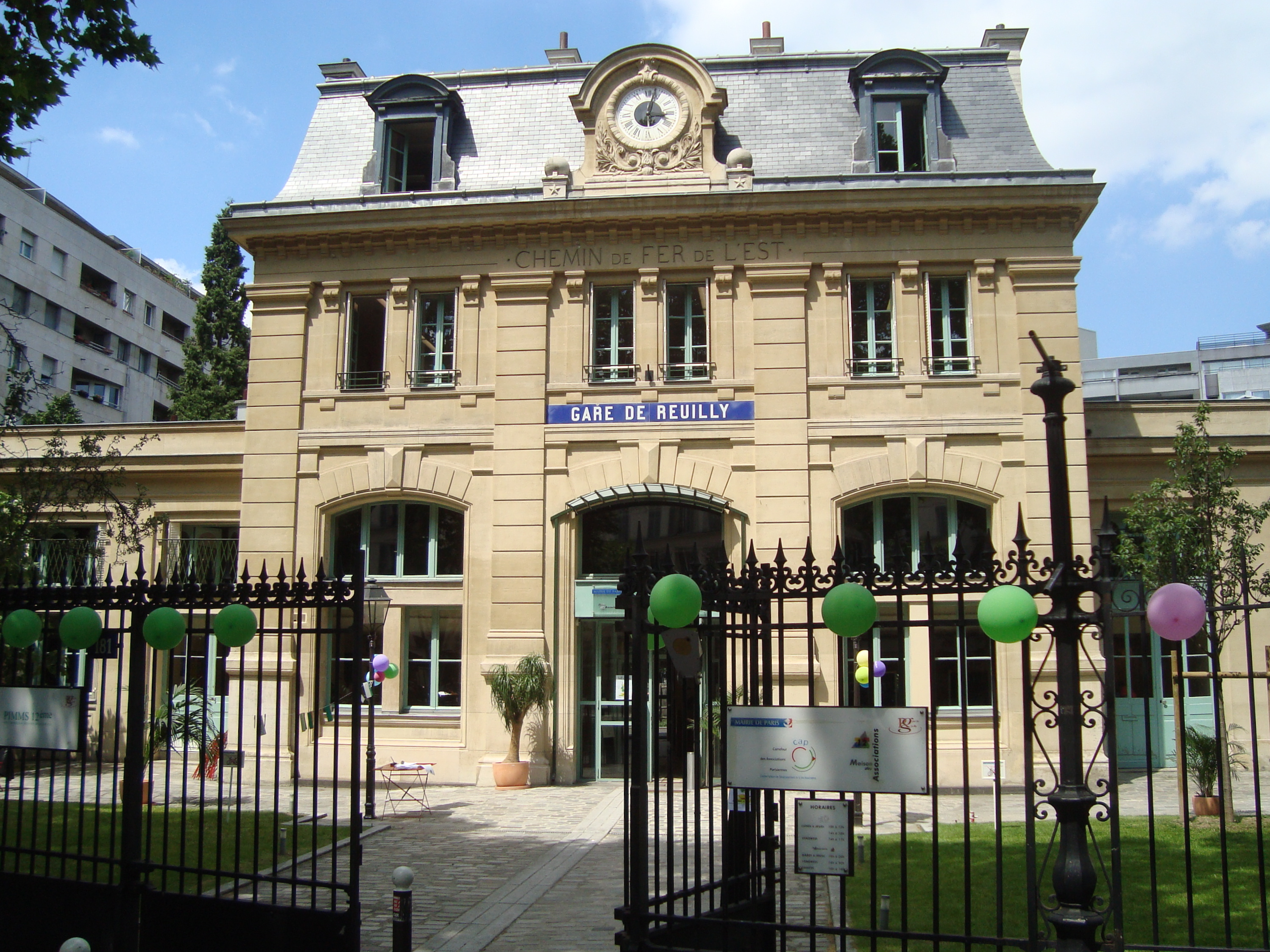
Gare de Reuilly
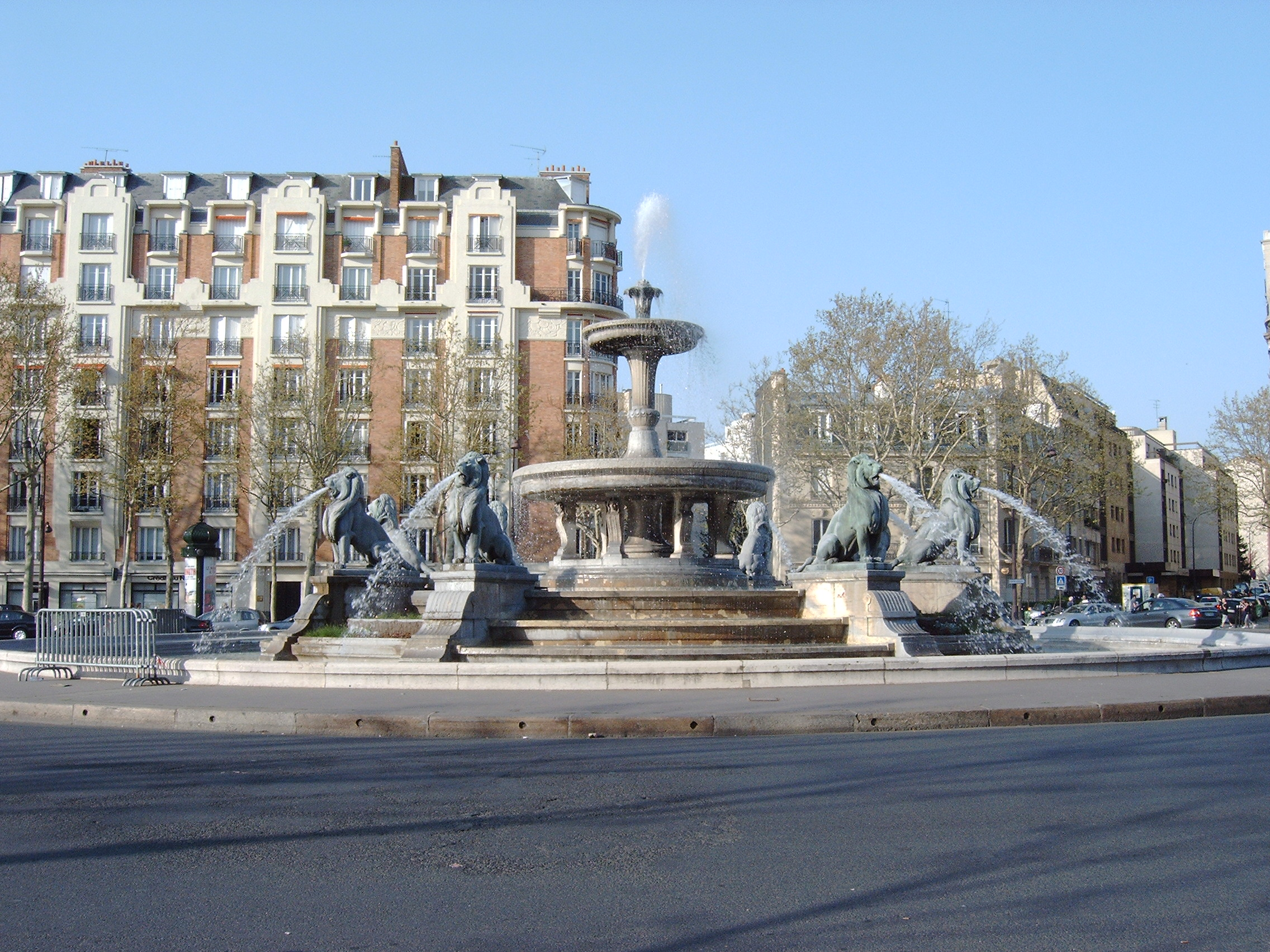
Place Félix Éboué

Bei Nr. 186 befindet sich der Haupteingang zur Heilig-Geist-Kirche, die zwischen 1928 und 1929 im neobyzantinischen Stil erbaut wurde. Zwischen den Nummern 265 und 267 auf der Nordostseite und den Nummern 266 und 268 auf der Südwestseite überquert die Pont de l'avenue Daumesnil der ehemalige Linie Petite Ceinture die Avenue.

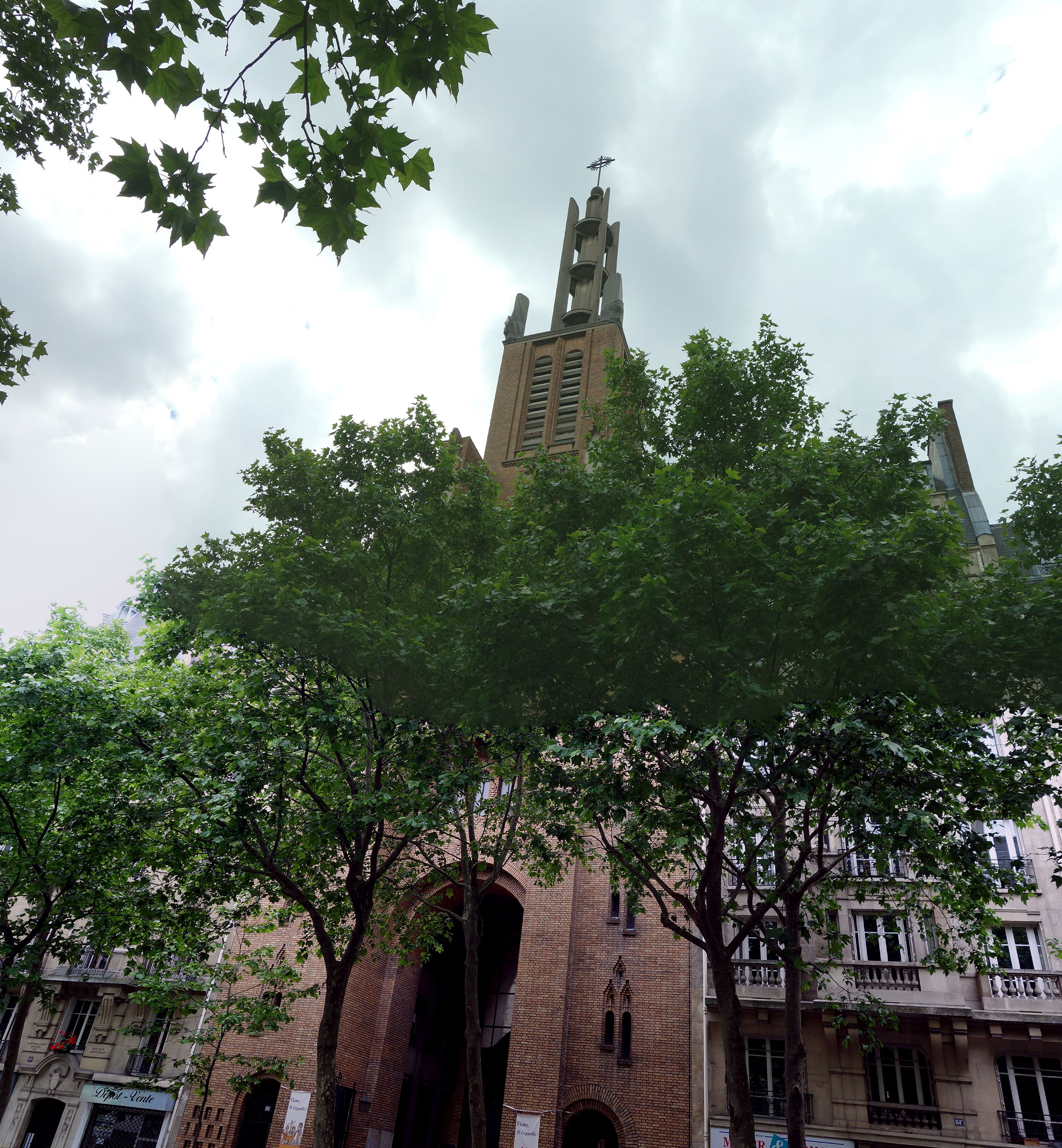
Église du Saint-Esprit
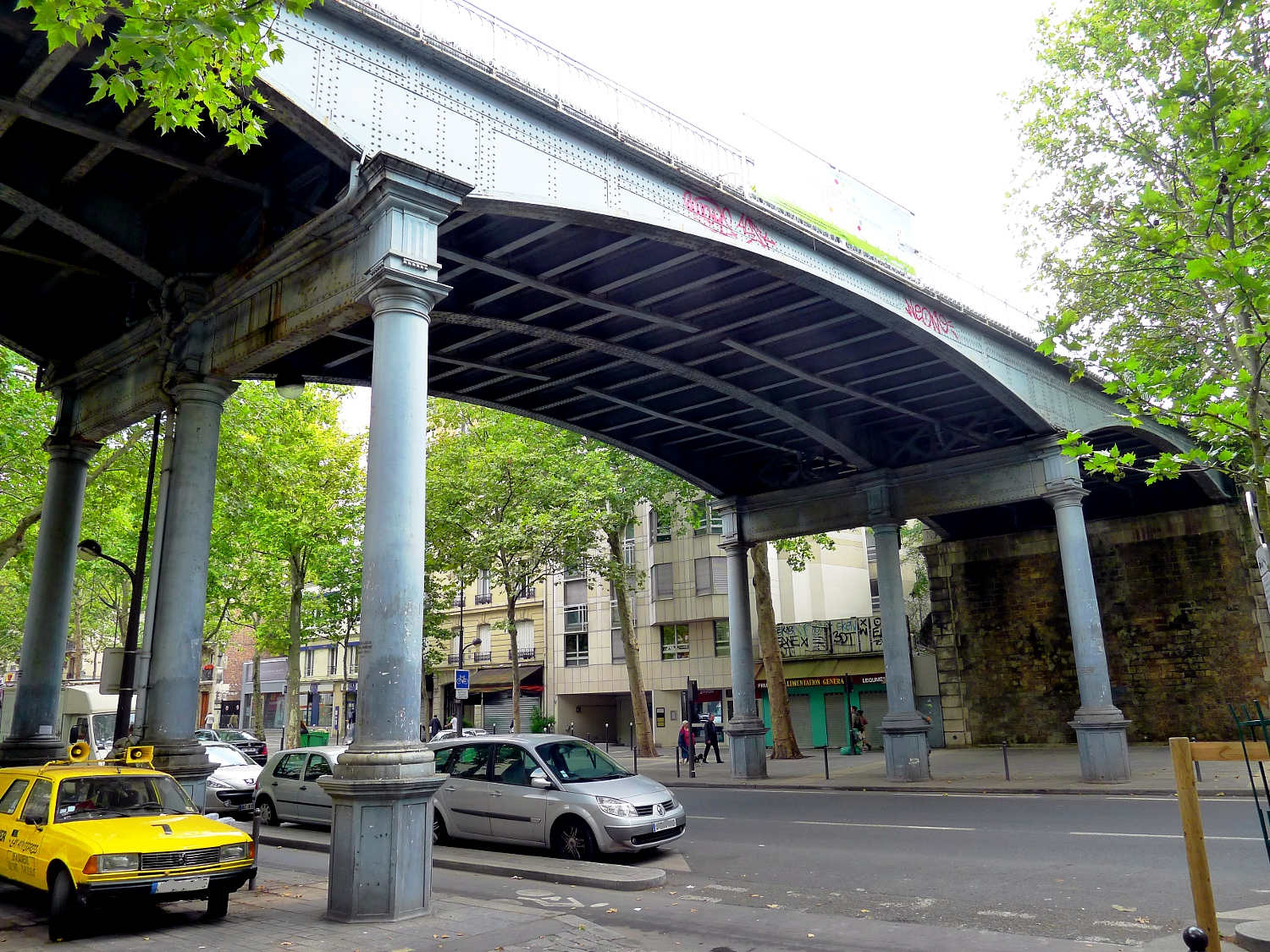
Pont de l'avenue Daumesnil der ehemaligen Linie Petite Ceinture

Bei der Hausnummer 293, hinter der Porte Dorée, befindet sich das ehemalige Museum für afrikanische und ozeanische Kunst. Gegenüber steht das Monument à la mission Marchand, benannt nach dem Leiter der Kongo-Nil-Mission, signiert mit „R. Expert Architect, L. G. Baudry, Bildhauer 1939“.

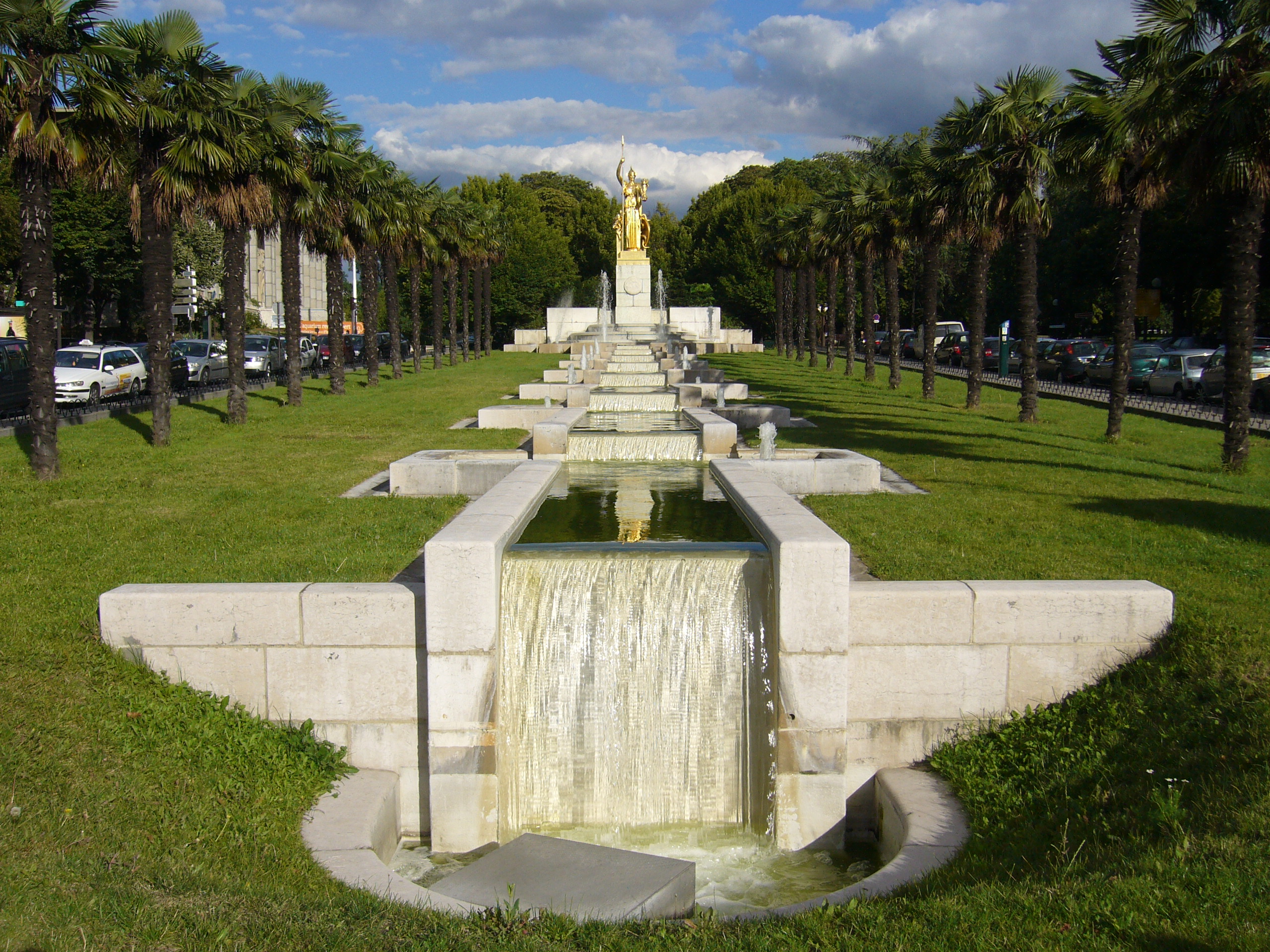
Porte Dorée
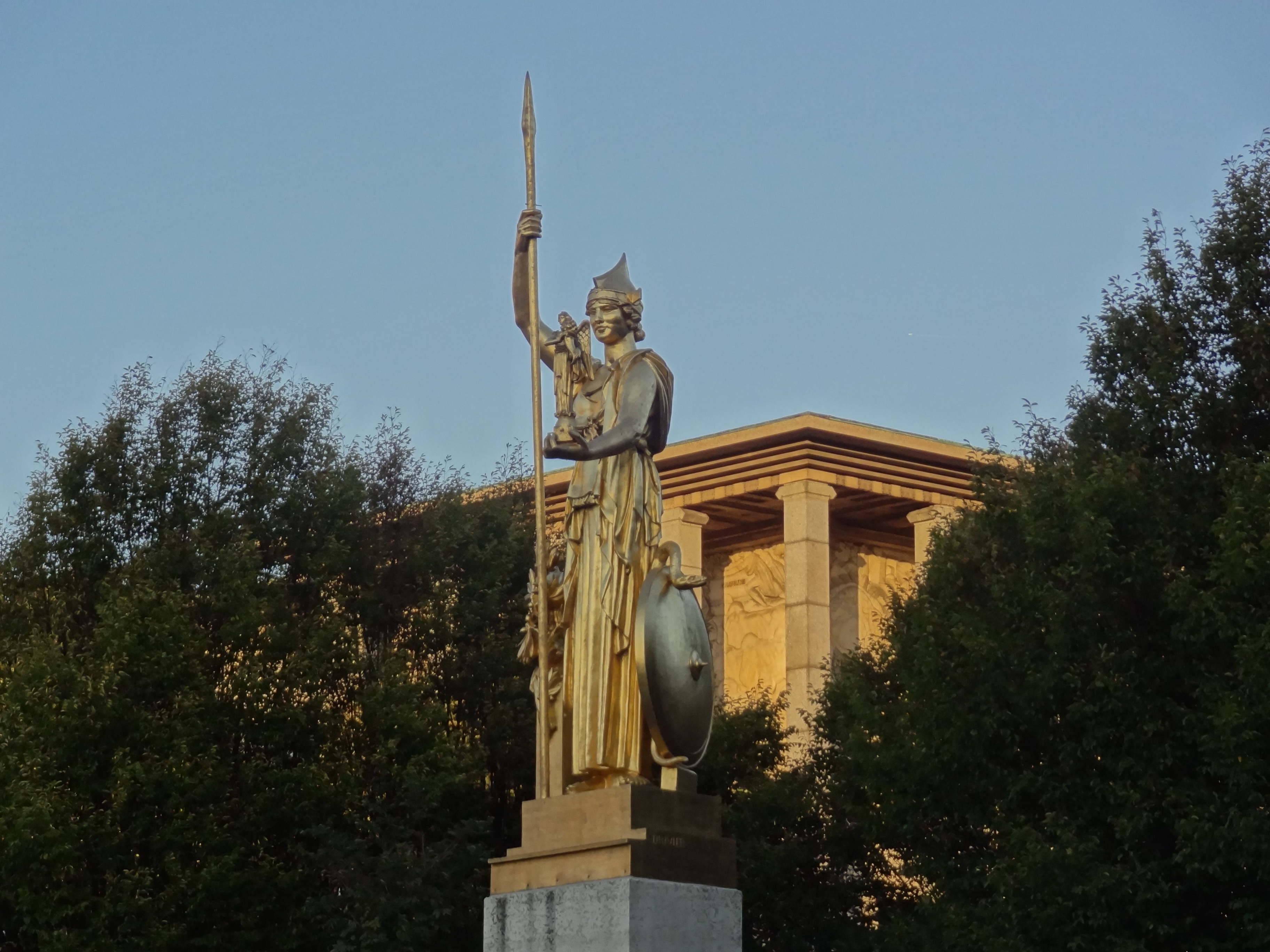
Avenue Daumesnil: Palais de la Porte Dorée

Am Anfang des Bois de Vincennes verläuft die Avenue Daumesnil entlang des Pariser Zoos, der umgangssprachlich als „Zoo von Vincennes“ bezeichnet wird.